# أليس كابلان
أليس كابلان (بالإنجليزية: Alice Kaplan)‏ هي مؤرخة ومترجمة أمريكية، ولدت في 22 يونيو 1954 في منيابولس في الولايات المتحدة.